# Elecciones municipales de 2023 en Valladolid
Las elecciones municipales de 2023 se celebraron en Valladolid el domingo 28 de mayo, de acuerdo con el Real Decreto de convocatoria de elecciones locales en España dispuesto el 3 de abril de 2023 y publicado en el Boletín Oficial del Estado el 4 de abril. Se eligieron los 27 concejales del pleno del Ayuntamiento de Valladolid, a través de un sistema proporcional (método d'Hondt), con listas cerradas y un umbral electoral del 5 %.